# Paul Bretschneider (Lehrer)

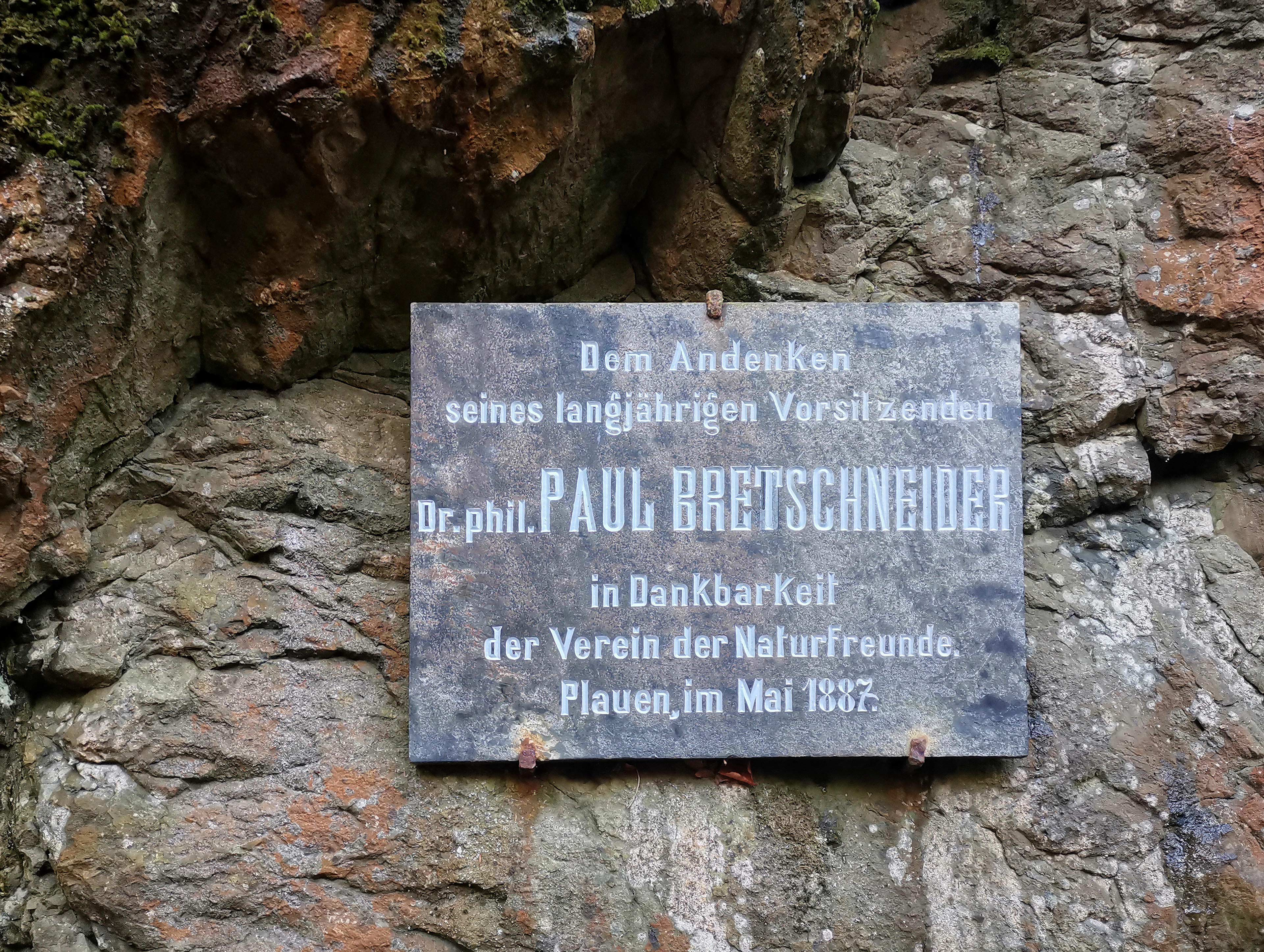
Gedenktafel für Paul Bretschneider im Triebtal bei Plauen im Vogtland

Carl Heinrich Clemens August Paul Bretschneider (* 30. April 1843 in Gotha; † 3. Mai 1886 in Plauen) war ein deutscher Lehrer. Er gründete den Verein der Naturfreunde in Plauen.

## Leben und Wirken
Er war der Sohn des Mathematikers und Juristen Carl Anton Bretschneider aus Gotha. Nach Schulbesuch, Studium der Mathematik und Naturwissenschaften und erfolgter Promotion zum Dr. phil. wurde Bretschneider zunächst Hilfslehrer in Gotha und 1867 am Vitzthumschen Gymnasium in Dresden. Noch im gleichen Jahr wechselte er als fünfzehnter Oberlehrer an das Königliche Gymnasium und an die Realschule in Plauen im Vogtland. Durch erfolgte Aufstockung war er im darauffolgenden Jahr und 1869 dort sechszehnter Oberlehrer und 1876 dann bereits zehnter Oberlehrer.
Im Februar 1881 wurde Bretschneider Mitglied des Naturwissenschaftlichen Vereins für die Provinz Sachsen und Thüringen in Halle (Saale).

## Schriften (Auswahl)
- Abhandlung über Punctverwandtschaft und Linearverwandtschaft ebener Figuren. Plauen, 1870.

## Ehrungen
- 1887: Gedenktafel im Triebtal bei Jocketa